# Марко Ђурић
Марко Ђурић (Београд, 25. јун 1983) српски је политичар и дипломата. Потпредседник је Српске напредне странке и министар спољних послова Републике Србије. У периоду од 2012. до 2014. године био је спољнополитички саветник председника Србије, а у периоду од 2020. до 2024. обављао је функцију амбасадора Србије у САД.

## Образовање
По завршетку основне школе Владислав Рибникар (1990—1998), Ђурић је наставио школовање у Првој београдској гимназији (1998—2002). Студије права уписао је 2002. године на Правном факултету које је касније наставио на Правном факултету за правосуђе и привреду у Новом Саду који је и завршио. Активно је био укључен у рад студентских организација на факултету, где је организовао и водио јавне панел дискусије: „Косово и Метохија као глобални проблем“, која је окупила професоре и студенте из више од 40 земаља (2007), „Споразум о стабилизацији и придруживању са ЕУ - правне дилеме“, у којој су учествовали бројни професори, експерти и доносиоци одлука, укључујући министре у влади и тадашњег премијера (2008) и друге јавне дискусије. Био је учесник и освајач награда на традиционалном дебатном такмичењу у организацији Правног факултета. Заузео је прво место у тиму Правног факултета као „Заступник државе пред Међународним судом правде“ у познатом Филип Ц. Џесап Међународном такмичењу-симулацији рада међународног јавног суда 2006. године. Студије права је завршио на Факултету за правосуђе и привреду 2010. године. Од 2014. године похађа Мастер академске студије политикологије на Факултету политичких наука Универзитета у Београду.

## Политичка и дипломатска каријера
Желећи активно да учествује у политичким процесима у Србији, Ђурић се 2000. године прикључио покрету Отпор, где је постао активиста у прес-тиму и исте године учествовао у петооктобарским дешавањима, која су довела до свргавања режима Слободана Милошевића.
Своју правнополитичку анализу предложеног Статута Аутономне Покрајине Војводине објавио је 2008. године.
Исте године, нашао се међу оснивачима и првим члановима Српске напредне странке (СНС), а 2009. постао координатор Правног тима и асистент заменика председника странке, Александра Вучића. Од 2010. је члан Главног одбора СНС, а извесно време врши и послове портпарола странке. Током 2011. године, Ђурић је помогао оснивање и почео координацију рада страначког Тима за спољну политику и европске интеграције, а имао је и врло активну и запажену улогу у кампањама за изборе 2012. и 2014. Крајем 2012. године постао је члан Председништва СНС. Маја 2016. године изабран је за потпредседника Српске напредне странке.
Од 2011. је истраживач у београдском Институту за политичке студије, а тај статус „замрзава“ након победе СНС и њеног председничког кандидата Томислава Николића на општим и председничким изборима у мају 2012, када постаје члан Кабинета председника Републике.
Од јуна 2012. до маја 2014. године био је саветник Председника Републике Србије за спољну политику. На тој позицији био је задужен за координацију спољнополитичког тима Председника, за стратешко политичко планирање, за припрему званичне државне Платформе за преговоре са привременим институцијама самоуправе у Приштини, и за дипломатску комуникацију.
У мају 2014. Влада Републике Србије је именовала Ђурића за директора Канцеларије за Косово и Метохију. Канцеларија се бави повратком и опстанком српског становништва на Косову и Метохији, заштитом културне баштине, пружањем помоћи и подршке локалној самоуправи, међународном сарадњом, економијом и правосуђем. Ђурић је шеф тима за преговоре Београда и Приштине, и шеф преговарачке групе за Поглавље 35 у процесу приступања Србије Европској унији.
Осмислио је и кодизајнирао амблем који се у Србији користи за Дан примирја у Првом светском рату - Наталијина рамонда.
Ђурић је био ухапшен током састанка са локалним Србима на северу Косова од стране специјалне јединице Косовске полиције, 26. марта 2018. године у северној Митровици, након преласка на територију Косова и Метохије. Заменик премијера Косова Енвер Хоџај изјавио је да је Ђурић на Косово ушао „без дозволе” коју је требало да добије од стране косовских власти и да је прекршио споразум ЕУ између две стране (Бриселски споразум). Током Ђурићевог хапшења било је повређено много новинара од стране неких припадника Косовске полиције, а напад су осудили Европска радиодифузна унија и ОЕБС. Хапшење је осудио и председник Србије Александар Вучић који је рекао да је Ђурићев улазак на територију Косова био легалан и да није кршио бриселски споразум. Након хапшења, Ђурић је пребачен у Приштину, где је дао изјаву пред судијом за прекршаје, након чега је донета одлука да се Ђурић депортује у Србију.
Осмог октобра 2020. Ђурић је постављен за Амбасадора у САД на којој је остао до 30. априла 2024.
У периоду од 2020. до 2024  је трајао његов мандат амбасадора у САД, Ђурић је, уз подршку председника Републике и Владе Србије, поставио основе за нови степен билатералних односа Србије и САД, и обновио српско дипломатско присуство у САД,   укључујући инфраструктурне услове за обављање   дипломатске мисије.
Ђурић је постао први српски амбасадор на нерезиденцијалној основи у Суринаму, Антигви и Барбуди, Колумбији и Федерацији Св. Китса и Невиса. Обављао је дужност посматрача при Асоцијацији држава Кариба, сталног посматрача при Организацији америчких држава, и опуномоћеног представника Републике Србије при Карипској заједници и заједничком тржишту. Иницирао је оснивање   Америчко-српског пословног савета, и био члан Управног одбора Извршног савета за дипломатију у Вашингтону.
Током свог мандата, вишеструко је увећао број чланова српског Кокуса у Конгресу САД. Први пут у историји дипломатског присуства Србије у САД организовао је окупљање српске дијаспоре креирањем стратешке платформе „Јачање веза“, са циљем обнављања везе српског народа у расејању са матицом и његовог континуираног окупљања и ангажовања ради промоције и заступања интереса српске државе и народа у САД.
Народна Скупштина изгласала је 02. маја 2024. године нову Владу Републике Србије, а за министра спољних послова изабран је амбасадор Марко Ђурић.

## Лични живот
Рођен је у Београду, као дете Сава и мајке Јасне (рођ. Пашић) која је Јеврејка по мајци. Отац његове мајке Најдан Пашић био је познати српски и југословенски професор, друштвени и политички теоретичар, један од оснивача Факултета политичких наука Универзитета у Београду и познатог недељника НИН. Стриц Најдана Пашића био је Никола Пашић, који заузима једно од најзначајнијих места у савременој политичкој историји Балкана.
Отац је три кћери.
Поред матерњег српског, течно говори енглески и хебрејски а служи се француским и руским језиком.

## Одликовања
- Орден Његоша III ред, Република Српска[18]
- Орден краља Милутина, Српска православна црква[8]